# Calogero Marrone
Calogero Marrone (Favara, 12 maggio 1889 – Dachau, 15 febbraio 1945) è stato un funzionario e antifascista italiano.
Fu Capo dell'Ufficio Anagrafe del Comune di Varese, durante il periodo fascista e l'occupazione nazista, rilasciò centinaia di documenti di identità falsi a ebrei e anti-fascisti permettendo loro di salvarsi dalle persecuzioni. Scoperto a causa di una segnalazione anonima venne imprigionato e morì nel campo di concentramento di Dachau. Per quanto ha fatto è stato insignito del titolo di "Giusto tra le Nazioni". 

## Biografia

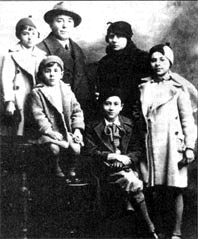
Calogero Marrone con la famiglia

Dopo aver combattuto nella prima guerra mondiale con il grado di sergente trovò posto, in quanto reduce, presso il suo comune di nascita come segretario della Sezione Combattenti e Reduci. All'avvento del fascismo rifiutò di iscriversi al Partito Nazionale Fascista e per questo scontò alcuni mesi di prigione e si attirò le ire dei notabili del paese. Nel 1931 vinse un concorso come applicato comunale presso il comune di Varese, quindi, accompagnato dalla moglie Giuseppina e dai quattro figli, Filippina, Salvatore, Dina e Domenico, abbandonò il proprio paese.
A Varese, anche grazie alle sue doti umane e professionali fece rapidamente carriera e divenne Capo dell'Ufficio Anagrafe che contava, allora, 12 impiegati. Da questa posizione di rilievo, durante l'occupazione nazifascista, poté rilasciare centinaia di documenti falsi ad ebrei e anti-fascisti che, in questo modo, sfuggirono alla caccia che veniva loro data. Nel 1944, tuttavia, un delatore segnalò la sua attività alle autorità che lo fecero arrestare il 7 gennaio 1944 con l'accusa di collaborazionismo con la Resistenza, favoreggiamento nella fuga di ebrei, violazione dei doveri d'ufficio, intelligenza con il Comitato di Liberazione Nazionale (tutte accuse la cui pena era la fucilazione).
Calogero Marrone era già stato sospeso cautelativamente dal servizio il 1º gennaio 1944 e il 4 gennaio dello stesso anno era stato avvisato da don Luigi Locatelli, canonico della Basilica di San Vittore, e in contatto con il Comitato di Liberazione Nazionale, che le SS erano oramai prossime a procedere al suo arresto. Nonostante questo Calogero Marrone non cercò di fuggire sia perché aveva dato la sua parola al Podestà Domenico Castelletti che avrebbe collaborato alle indagini che lo riguardavano sia, soprattutto, per proteggere da ritorsioni la sua famiglia. Detenuto nel carcere giudiziario di Miogni venne trasferito nel Campo di concentramento di Dachau dove morì il 15 febbraio 1945 per tifo.

## Onorificenze
- Giusto tra le Nazioni (Israele)[2]